# 卡維爾·比格比-威廉斯
卡維爾·切瓦諾·比格比-威廉斯（1995年10月7日—）為英國男子籃球運動員，現效力於中国男子篮球职业联赛吉林东北虎。

## 早年
15歲時比格比-威廉斯因為左腳脛骨骨折棄足從籃，原先比格比-威廉斯與蒙大拿州立大學完成簽約，但未達學術要求而改到吉列學院就讀，兩年後轉學到奧勒岡大學，一年後再入讀路易斯安那州立大學。
比格比-威廉斯是伦诺克斯·刘易斯的表弟。

## 職業生涯
2020年12月，坎圖簽下比格比-威廉斯。2021年3月，比格比-威廉斯與坎圖分道揚鑣，安特衛普巨人引進比格比-威廉斯。2021年8月，夫沃次瓦費克簽下比格比-威廉斯。2022年8月，多爾多涅布拉扎克引進比格比-威廉斯。2022年11月，經雙方同意，多爾多涅布拉扎克與比格比-威廉斯終止合作關係。
2023年1月，比格比-威廉斯加盟法爾孔英雄。2023年9月，P. LEAGUE+高雄17直播鋼鐵人宣布簽下比格比-威廉斯，成為球隊邪惡代表比克。2023年12月，鋼鐵人宣布與比格比-威廉斯解除合約關係，比格比-威廉斯出賽7場，場均上場19分鐘，數據為9.14分、7.86籃板，投籃命中率為42.59%。
2024年10月，比格比-威廉斯與的黎波里國民簽約。2024年11月，菲律賓籃球協會北港巴塘碼頭引進比格比-威廉斯作為球隊在PBA委員盃的外援。11月17日，比格比-威廉斯抵達中國大陸，前往中国男子篮球职业联赛吉林东北虎進行試訓。北港巴塘碼頭改引進卡迪姆·傑克。11月27日，比格比-威廉斯與吉林东北虎完成簽約加盟球隊。

## 外部連結
- 卡維爾·比格比-威廉斯在fiba.basketball（英语）
- 卡維爾·比格比-威廉斯在archive.fiba.com（存檔）（英语）
- 卡維爾·比格比-威廉斯在NBA G聯盟官網（英语）
- 卡維爾·比格比-威廉斯在中国男子篮球职业联赛官網
- 卡維爾·比格比-威廉斯在P. LEAGUE+官網
- 卡維爾·比格比-威廉斯在Basketball-Reference.com（NBA）（英语）
- 卡維爾·比格比-威廉斯在Basketball-Reference.com（NBA G聯盟）（英语）
- 卡維爾·比格比-威廉斯在Basketball-Reference.com（國際）（英语）
- 卡維爾·比格比-威廉斯在Sports-Reference.com（NCAA）（英语）
- 卡維爾·比格比-威廉斯在Eurobasket.com（球員）（英语）
- 卡維爾·比格比-威廉斯在Proballers（英语）
- 卡維爾·比格比-威廉斯在RealGM（英语）
- 卡維爾·比格比-威廉斯在中国篮球数据库
- 卡維爾·比格比-威廉斯在Flashscore（英语）